# Pontus Hansson
Pontus Hansson, né le 24 mai 1894 à Kristinehamn et décédé le 4 décembre 1962 à Stockholm, est un nageur et joueur de water-polo suédois. Il remporte en 1908 la médaille de bronze sur 200m brasse et dans le tournoi de water-polo des Jeux olympiques de 1908 se déroulant à Londres. En 1912 à Stockholm il devient vice-champion olympique de water-polo. Il remporte de nouveau le bronze en water-polo en 1920 à Anvers.

## Palmarès

### Natation aux Jeux olympiques
- Jeux olympiques de 1908 à Londres ( Royaume-Uni)  :
  -  Médaille de bronze sur le 200 m brasse.

### Water-polo aux Jeux olympiques
- Jeux olympiques de 1908 à Londres ( Royaume-Uni)  :
  -  Médaille de bronze.
- Jeux olympiques de 1912 à Stockholm ( Suède)  :
  -  Médaille d'argent.
- Jeux olympiques de 1920 à Anvers ( Belgique)  :
  -  Médaille de bronze.